# Teofil Kwiatkowski
Teofil Antoni Jaxa de Griffon Kwiatkowski (Pułtusk, 21 febbraio 1809 – Avallon, 14 agosto 1891) è stato un pittore polacco.

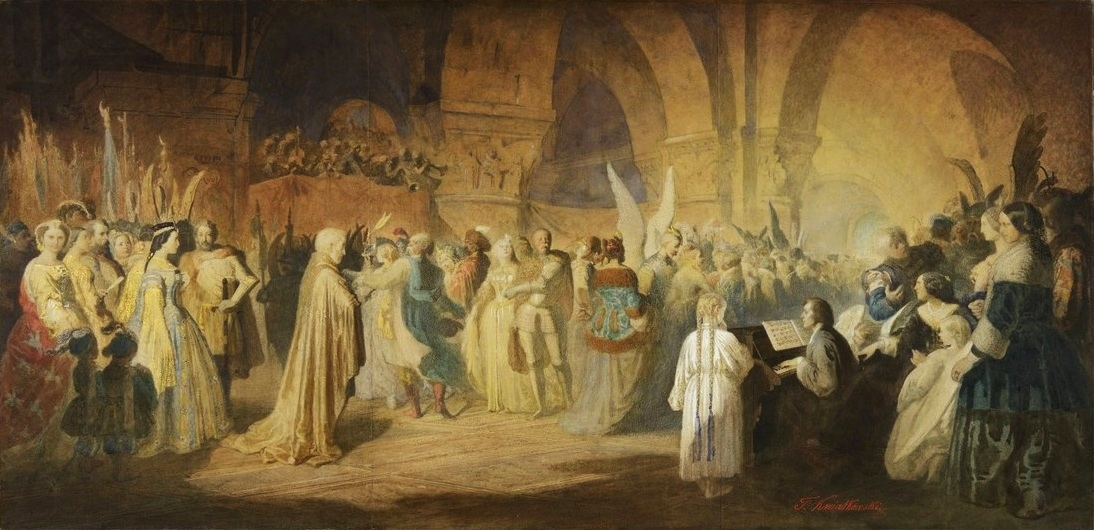
Frédéric Chopin che suona all'Hôtel Lambert di Parigi

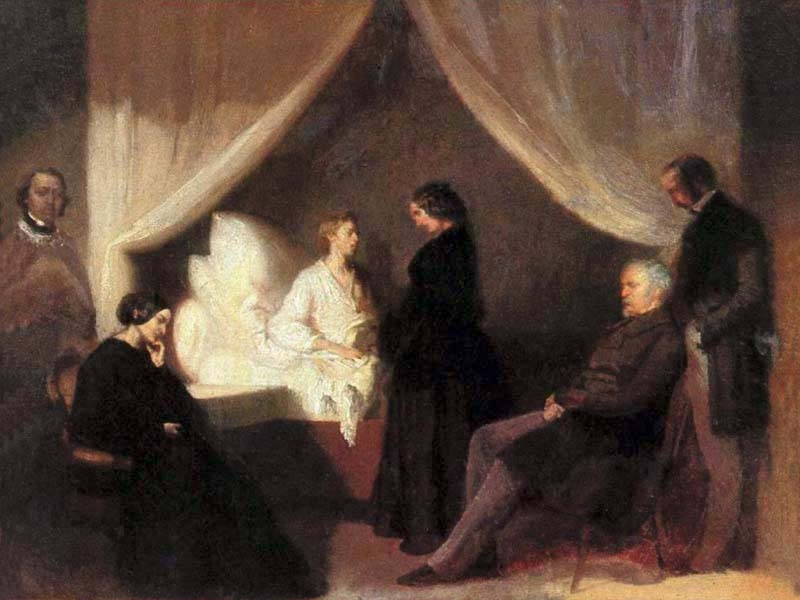
Chopin sul letto di morte, 1849, commissionato da Jane Stirling. Chopin siede nel suo letto alla presenza di (da sinistra) Aleksander Jełowicki, la sorella di Chopin Ludwika, Marcelina Czartoryska, Wojciech Grzymała, Teofil Kwiatkowski.

Teofil Kwiatkowski nacque in una famiglia nobile di Pułtusk, figlio di Casimir Kwiatkowski e Thérèse Swiatlowska.
Nel 1825 fu ammesso all'Università di Varsavia, nel Dipartimento di Belle Arti, sezione di pittura.
Kwiatkowski partecipò alla Rivolta di novembre (1830-1831). Dopo il soffocamento della rivolta, emigrò in Francia. Rimase in una struttura per profughi di guerra polacchi ad Avallon fino al 1832. Frequentò poi gli studi di pittura tenuti da Léon Cogniet.
Kwiatkowski era un caro amico di Adam Mickiewicz e Frédéric Chopin.
Il suo lavoro artistico include molti quadri con Frédéric Chopin, inclusa una foto di lui che suona a un ballo all'Hôtel Lambert di Parigi e Chopin sul letto di morte (1849). Creò anche illustrazioni per i brani musicali di Chopin.